# Melanomyza manuleata
Melanomyza manuleata är en tvåvingeart som först beskrevs av Friedrich Hermann Loew 1861.  Melanomyza manuleata ingår i släktet Melanomyza och familjen lövflugor. Inga underarter finns listade i Catalogue of Life.